# Smog
Smog er en luftforureningsform, som dannes under inversion, fordi luftforureningen forhindres i at spredes og fortyndes. Ordet er et portmanteau af de engelske ord smoke (røg) og fog (tåge).
Ordet smog blev første gang brugt af dr. Henry Antoine Des Vœux i forbindelse med en helsekongres i 1905. Klassisk smog er resultatet af store mængder kul, der forbrændes i et område, og skyldes en blanding af røg og svovldioxid. Da kun store mængder kulforbrænding skaber smog, ses fænomenet oftest i storbyer. Smog er især et stort problem i Kina.

## Fotokemisk smog
I 1950'erne blev en ny type smog, kendt som fotokemisk smog eller fotosmog, beskrevet. Denne type smog opstår når sollys rammer bestemte partikler i luften og danner nogle andre kemikalier, der kan være meget farlige. Fotokemisk smog kan blandt andet være årsag til astmatiske lidelser, og udgør derfor en stigende sundhedsmæssig byrde.

## Great smog of London
Den lagde sig fredag 5. december 1952 og blev liggende til tirsdag 9. december. 12.000 mennesker døde af den giftige tåge, der lugtede stramt af rådne æg: 4.000 omkom i løbet af de værste dage, og yderligere 8.000 i de tre følgende måneder. Dertil blev omkring 150.000 syge eller skadet, og tusindvis af dyr omkom.  Man kunne knapt se sine egne fødder i det giftige mørke.  Trafikken var derfor lammet i fem dage, bortset fra undergrundsbanen.  Hændelsen fik britiske myndigheder til at reagere, og i 1956 vedtog parlamentet The Clean Air Act. 

## Great smog of Delhi
I november 2017 var luftforureningen i New Delhi 75 gange højere end det, WHO regner som trygt. Et døgn i Delhi skal have tilsvaret et døgn med 50 inhalerede cigaretter.  Bønderne i Punjab og Haryana havde antændt markerne (svedjebrug), og soden blæste mod slettelandet og New Delhi, hvor den blandede sig med bilernes udstødningsgas, fabrikrøg og røg fra affald, folk brændte som opvarmning. Kulden lagde et låg over byens luft. Skolerne lukkede; 24 biler stødte sammen i kæde på motorvejen pga. smogen, og United Airlines havde indstillet alle afgange. I 2015 døde 2,1 millioner indere som følge af luftforurening. 